# Ghiacciaio Wyckoff
Il ghiacciaio Wyckoff è un ghiacciaio tributario lungo circa 11 km situato sulla costa di Shackleton, all'interno della regione sud-occidentale della Dipendenza di Ross, nell'Antartide orientale. Il ghiacciaio, il cui punto più alto si trova a circa 2400 m s.l.m., fluisce verso ovest partendo dal versante occidentale dell'altopiano Grindley, nei monti della Regina Alessandra, e scorrendo fino a entrare nell'estremità settentrionale del nevaio Walcott, poco a nord del picco Lamping.

## Storia
Il ghiacciaio Wyckoff è stato scoperto durante la spedizione Nimrod (conosciuta anche come spedizione antartica britannica 1907-09), condotta dal 1907 al 1909 e comandata da Ernest Henry Shackleton, ma è stato così battezzato solo in seguito dal Comitato consultivo dei nomi antartici in onore di Kent A. Wyckoff, un meteorologo del Programma Antartico degli Stati Uniti d'America di stanza alla stazione Hallett nel 1963.